# Духовщинский 267-й пехотный полк
267-й пехо́тный Духовщинский полк — пехотная воинская часть (пехотный полк) Русской императорской армии второй очереди.
Полк сформирован по мобилизации 18 июля 1914 года для участия в Первой мировой войне. Дислоцировался в Новгородской губернии, в Грузино. Кадр — 25 офицеров Нейшлотского 87-го пехотного полка, рядовой состав — льготники из запаса. Осенью 1914 года полк был включен в состав Петроградского военного округа. До октября 1914 года дислоцировался в Охте, затем был направлен на Северо-Западный фронт.

## Боевые действия полка в Первую мировую войну
Прибыв 11 ноября 1914 года к месту боевой дислокации к юго-востоку от Ловича, полк вошёл в состав 67-й пехотной дивизии, 6-го армейского корпуса, 1-й армии. Первые боевые столкновения с противником относятся к наступлению на посад Беляву, что являлось частью проводимой тогда Лодзинской операции. По данным «Русского Инвалида» полковой группой тогда были заняты окопы противника, переправа через реку Мрогу и Беляву. При этом удалось закрепиться на данной позиции, захватив в плен 1 штаб-офицера, 4 обер-офицеров и 35 нижних чинов. Находясь с 6 по 8 декабря 1914 года на позициях в районе д. Курабки, полк отбивал атаки противника. Вслед за произошедшим затем прорывом противника русские части понесли невосполнимые потери, а командир Духовщинского полка попал в плен.
«Должен тебе сообщить печальную новость. Погиб весь полк, — написал в своем письме из действующей армии 9 декабря 1914 г. некто Николай. — Только и спаслись мы и кто в обозе. Это произошло 6-го Декабря, 2-й батальон погиб почти весь в огне, а из остальных батальонов те, кто остались в живых, попали в плен. Командир был при 7-й роте, т. е. во 2-м батальоне, и тоже, вероятно, погиб. <…> Вот уже второй день ищем, и никого из Духовщинцев нигде найти нельзя. Даже нет никаких раненых, от которых можно было бы что-нибудь узнать. Все остались в огне и у немцев. Понимаешь, ни души. Как в воду канул целый полк».

— Постников Н. Д.   Указ. соч. С. 139.
После тяжёлого разгрома Духовщинский полк принимал пополнения, затем принял участие в боях местного значения. В начале 1915 года полк держал оборону в районе Воли-Шидловской. В феврале 1915 года находился в резерве 2-й армии Северо-Западного фронта. В марте 1915 года занимал оборону у реки Равки, по линии Скерневицы — Болимов. 30 апреля 1915 года 67-я дивизия была включена в состав 35-го армейского корпуса. В мае 1915 полк продолжал дислоцироваться в районе Воли Шидловской. В начале июля 1915 года, под угрозой окружения части полка совершили планомерный отход в район Жирардова. В 20-е числа июля заняли позиции по правому берегу Вислы. 3 августа 1915 года Духовщинцами был выбит неприятель из д. Золотки, где в течение 2 дней прикрывались пути отхода правого фланга армии через реку Нурец. 20—22 августа 1915 года, несмотря на отход соседней дивизии, полк удержал позиции у местечка Мстибово, тем самым позволив провести ночную контратаку 67-й дивизии, восстановив её прежнее положение. 9 августа 1915 года продолжались кровопролитные бои у деревни Парцево. 25 августа полк вышел в район реки Сервечь. Под угрозой дальнейшего окружения 67-я дивизия отступила с боями из Польши на территорию Белоруссии. В сентябре 1915 года проходила Виленская операция, во время которой полк понёс тяжёлые потери.

## Западный фронт
В марте 1916 года полк принимал участие в Нарочской операции. Находился в резерве командующего ударной группы Балуева в районе Андрейки, затем переместился в район озера Слободское. 24 марта 1916 года полк отличился при взятии высоты к югу от озера Нарочь, с последующим занятием вражеских окопов в районе деревни Мокрица. Несмотря на значительные потери были взяты в плен 102 солдата неприятеля и офицер. После окончания операции, полк из района Молодечно был перегруппирован на линию Тарасевичи — озеро Вишневское.
В начале июня 1916 года находился в армейском резерве, занимая позиции к северо-востоку от Барановичей. 4 июля 1916 из армейского, был переведён в групповой резерв в урочище Россочь. В ночь с 10 на 11 июля сменив гренадёрскую дивизию, встал на позицию впереди фольварка Горное Скробово, приняв участие в кровопролитных Скробовских боях, понеся при этом значительные потери. Тяжёлые бои на участке господского двора Скробова продолжались до окончания осени 1916 года, причём противник применял огнемёты. Личный состав полка проявлял образцы мужества и героизма.
Выписка из журнала военных действий 267-го Духовщинского полка: 

12-17 июля 1916 г.

«Позиция впереди дер. Горное-Скробово; в течение всей недели немцы ураганным огнём днем и ночью с небольшими перерывами из многих тяжёлых и легких батарей обстреливали участок полка, всякий раз приводя окопы и ходы сообщения в полное разрушение. Несмотря на этот огонь 1-й и 3-й батальоны выполняя приказ № 35 корпусу „хоть шаг за шагом да отвоевывать у противника землю“ — продвинулся на 120 шагов и там закрепился. Потери за неделю убито н. ч. 78, ранено 250; офицеров убито — 1, ранено 4, контужено 2».
В середине января 1917 года полк был переброшен в район Молодечно. 13 февраля получил приказ занять позиции у озера Вишневское. С конца мая 1917 года находился в районе местечка Ижа. В июле 1917 года принимал участие в наступательных боях за Сморгонь.

## Знамя
Боевое знамя пожаловано 27 августа 1914 года простое знамя образца 1900 года. Кайма белая, шитье золотое. Навершие образца 1857 года (армейское). Древко белое. Спас Нерукотворный. Состояние идеальное. Судьба неизвестна.

## Революции 1917 года
После февральской революции в армии проходили брожения. В июле — августе 1917 года в Духовщинском полку произошло резкое падение дисциплины, солдаты митинговали отказываясь выполнять приказы командиров. В ноябре 1917 года, после взятия власти в руки советов, бо́льшая часть нижних чинов 267-й пехотного Духовщинского полка перешли на сторону большевиков.

Резолюция общего собрания 267-го Духовщинского полка о поддержке Власти Советов.
9 ноября 1917 г.
На общем собрании полка заслушаны телеграммы и доклады с двух сторон. Телеграмму Военно-революционного комитета полученную 27 октября полк встретил восторженно. Когда потом стали поступать телеграммы Керенского, никто им не верил. Мы солдаты, приветствуем новую власть и по первому зову выступим на поддержку Советов. Наш полк принял следующую резолюцию: Мы требуем, чтобы командный состав был выборный. Мы требуем, опубликования тайных договоров, немедленного перемирия на всех фронтах. Мы требуем, чтобы Учредительное собрание было созвано в указанный срок. Мы требуем, чтобы все земли были переданы в распоряжение земельных комитетов. Мы требуем, чтобы батальоны смерти были расформированы, чтобы культурно-просветительная работа в армии была расширена. Должен быть установлен контроль над производством. Старое Временное правительство должно быть предано революционному суду.
Трое из бывших офицеров духовщинцев во время Гражданской войны стали кавалерами высшей награды РСФСР — ордена Красного Знамени РСФСР: подпоручик А. И. Гуляков — дважды, штабс-капитан М. П. Акатов, капитан Г. С. Горчаков.

## Командиры полка
- полковник Анисимов, Иосиф Петрович[14](Ком. полка с 16.08.1914, 16.12.1914 — пропал без вести (попал в плен)
- полковник Калиновский, Анатолий Аполлонович[15]
- полковник Полунин, Николай Яковлевич (1917)[16]
- полковник Романов, Роман Романович кавалер ГО (ВП от 13 ноября 1916)
- полковник Чудинов, Павел Васильевич

## Георгиевские кавалеры
- Акатов, Михаил Павлович, штабс-капитан (ГО — ПАФ 03.04.1917).
- Балев, Василий Константинович, подпоручик (ГО — ВП 27.01.1917, убит 25.06.1916).
- Букин, Сергей Васильевич, подпоручик (ГО — ПАФ 09.06.1917 убит 25.03.1916).
- Горский, Иван Иванович, прапорщик (ГО — ПАФ от 03.04.1917, убит 01.04.1916).
- Гусев, Сергей Николаевич, прапорщик (ГО — ПАФ от 03.04.1917, убит 01.04.1916)[17].
- Кузьмин, Семён Сергеевич, штабс-капитан (4 ст. ВП 13.11.1916).
- Лушковский, Василий Мартинович, штабс-капитан (4 ст. ПАФ 03.04.1917).
- Орлов, Григорий Михайлович, прапорщик (ГО — ПАФ от 22.07.1917).
- Романов, Роман Романович, полковник (ГО — ВП 13.11.1916).
- Русаков, Леонтий Михайлович, прапорщик (4 ст. ВП 07.11.1916, умер от ран 30.09.1915).
- полковник Свистунов, Гавриил Дмитриевич
- Ходыко, Владислав Андреевич, поручик (ГО — ПАФ от 03.04.1917).
- Холостяков, Никита Давыдович, поручик (ГО — ВП 13.11.1916).
- Няга Михаил, иерей, кавалер золотого наперсного креста на Георгиевской ленте[18].

## Известные офицеры полка
- Гринцер (Горчаков), Григорий Сергеевич, капитан. Герой Гражданской войны, награждён орденом Красного Знамени РСФСР.
- Гуляков, Александр Иванович, подпоручик. Герой Гражданской войны, дважды награждён орденом Красного Знамени РСФСР.
- Раун, Александр Августович[19], штабс-капитан.
- Закушняк, Александр Яковлевич[20], поручик.
- Юдин, Сергей Сергеевич[21], Зауряд-врач.
- Фрид, Григорий Захарьевич (1887—1960), полковой фотограф, автор большой коллекции полковых фото[22].